# دبليو. بات جينينغز
دبليو. بات جينينغز (بالإنجليزية: William Pat Jennings)‏ هو سياسي أمريكي، ولد في 20 أغسطس 1919 في الولايات المتحدة، وتوفي بنفس المكان في 2 أغسطس 1994. حزبياً، نشط في الحزب الديمقراطي. انتخب عضو مجلس نواب الولايات المتحدة عن ولاية فرجينيا وانتخب عضو مجلس النواب الأمريكي.